# 戴维·托德
戴维·托德（David Tod，1805年2月21日—1868年11月13日），美国政治家，曾任美国驻巴西公使（1847年-1851年）和俄亥俄州州长（1862年-1864年）。